# Mala Kapela (tunel)

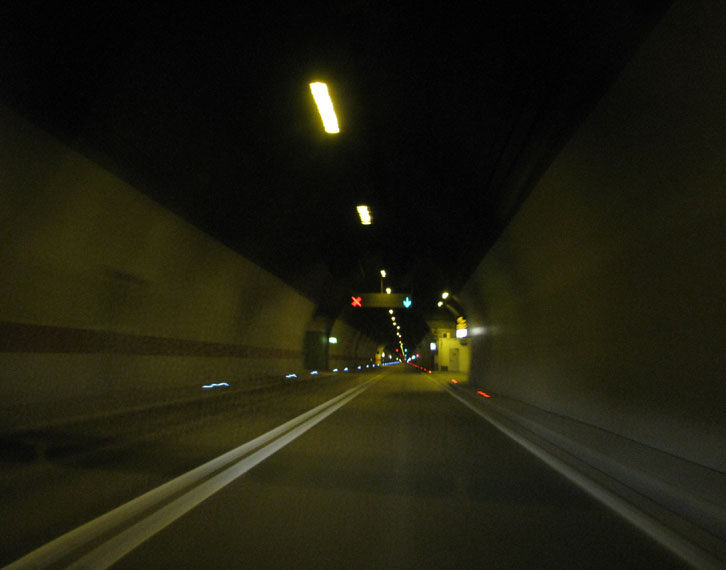
Wnętrze tunelu przed dobudową drugiej nitki

Mala Kapela – tunel drogowy w ciągu autostrady A1 w Chorwacji.
Tunel Mala Kapela stanowi przejście autostrady A1 przez pasmo górskie Mała Kapela w chorwackim Krasie. Znajduje się między wsiami Modruš i Jezerane na odcinku Karlovac – Zadar. Tunel ma długość 5821,77 m i jest najdłuższym tunelem w Chorwacji. Składa się z dwóch równoległych tuneli, z których:
- zachodni został oddany do ruchu w 15 czerwca 2005,
- wschodni oddano 30 maja 2009[1].

Północny wjazd do tunelu znajduje się na wysokości 562 m n.p.m. a południowy – 575 m n.p.m., zaś przełęcz Kapela, przez którą biegnie dotychczasowa droga, leży na wysokości 887 m n.p.m.
Przejazd tunelem nie jest odrębnie płatny, opłata jest zawarta w cenie przejazdu za odcinek autostrady. W tunelu obowiązuje ograniczenie prędkości do 100 km/h.
Do czasu otwarcia wschodniej nitki tunel Mala Kapela był znany jako miejsce długich korków na autostradzie A1 w sezonie wakacyjnym.